# Loi du 24 avril 1833 concernant le régime législatif des colonies
Ne pas confondre avec la loi française du même jour, concernant l'exercice des droits civils et des droits politiques dans les colonies.
Lire en ligne

Texte promulgué

sénatus-consulte du 3 mai 1854
La loi du 24 avril 1833 concernant le régime législatif des colonies est une loi française adoptée sous la monarchie de Juillet. Promulguée par Louis-Philippe le 24 avril 1833, elle fixe le régime législatif des colonies françaises.
À la suite de Jean-Élie Gautier, elle a été surnommée la Charte des colonies.

## Contexte
Avec le traité de Paris du 30 mai 1814, la France recouvre « les colonies, pêcheries, comptoirs et établissements de tout genre [qu'elle] possédait, au 1er janvier 1792, dans les mers et sur les continents de l'Amérique, de l'Afrique et de l'Asie, à l'exception toutefois des îles de Tabago (auj. Tobago) et de Sainte-Lucie, et de l'Île de France (auj. l'île Maurice) et de ses dépendances, notamment Rodrigue et les Séchelles (auj. Rodrigues et les Seychelles), [ainsi que] de la partie de Saint-Domingue ».
La Charte octoyée par Louis XVIII le 4 juin 1814 les place sous le régime de la spécialité législative en disposant, dans son article 73, que « les colonies seront régies par des lois et des règlements particuliers ». Comme cet article ne définit pas les domaines respectifs des lois et des règlements, en l'absence de lois, toutes matières peuvent être réglées par voie d'ordonnances royales. En fait, le régime des ordonnances s'institue.
Après les Trois Glorieuses et l'abdication de Charles X, la Charte révisée du 14 août 1830 maintient le régime de spécialité législative. « Les colonies, dispose son article 64, seront régies par des lois particulières ». Aucune mention n'est plus faite des règlements. Cela ne signifie pas que les ordonnances sont exclues mais que la Charte exige que le Parlement intervienne pour définir le régime législatif des colonies. C'est à cet effet que la loi du 24 avril 1833 est prise.

## Élaboration
Un projet de loi est préparé par le ministre de la Marine et des Colonies, Henri de Rigny.
Le 28 décembre 1832, il est déposé à la Chambre des pairs. Il est examiné en commission. Le 13 février 1833, Jean-Élie Gautier en présente le rapport qui conclut à l'adoption du projet, sous réserve de quelques amendements. Il est discuté les 1er et 6 mars puis adopté le 7 à la majorité de 118 voix contre 5.
Le 15 mars, le projet amendé est porté à la Chambre des députés. Il est examiné en commission. Le 3 avril, Charles Dupin en présente le rapport qui conclut à son adoption sans amendement. Il est discuté les 13 et 20 avril puis est adopté le 22 à la majorité de 216 voix contre 26,.
Le 24 avril 1833, le roi, Louis-Philippe, sanctionne et promulgue la loi.

## Contenu
La loi distingue deux catégories de colonies qu'elle soumet à des régimes législatifs distincts : la Martinique, la Guadeloupe, Bourbon (auj. La Réunion) et la Guyane, d'une part, et les autres colonies, qualifiées d'« établissements », d'autre part.
Les colonies du premier groupe sont dotées d'institutions plus complètes et d'assemblées représentatives ayant une compétence de réglementation. Dans chacune d'elles est institué un conseil colonial élu au suffrage censitaire. Les questions qui la concernent sont réglées, en principe, par des décisions de ce conseil, appelées « décrets coloniaux » et soumises à la sanction du roi. Ce régime d'autonomie est limité de plusieurs façons. Certaines matières importantes sont réservées au Parlement. D'autres questions sont mises dans la compétence du roi qui ne peut les régler qu'après consultation des conseils coloniaux ou de leurs délégués.
En ce qui concerne les autres colonies, où nul conseil représentatif n'est établi, toutes les questions peuvent être réglées par voie d'ordonnances. L'article 25 de la loi dispose à leur égard que « les établissements français dans les Indes orientales continueront d'être régis par ordonnances du roi ».

## Territoire d'application
La loi du 24 avril 1833 s'est appliquée aux colonies et établissement suivants dont la France avait repris possession :
- l'île Bourbon (La Réunion) dont le général Athanase Bouvet de Lozier avait en repris possession le 6 avril 1815[7] ;
- Pondichéry et Chandernagor, dont la France avais repris possession le 4 décembre 1816, ainsi que Karikal, Mahé et Yanaon, dont elle avait repris possession respectivement le 14 janvier, le 22 février et le 12 avril 1817[8] ;
- la Guyane, dont la France avait repris possession le 8 novembre 1817[9] ;
- l'île Sainte-Marie de Madagascar (Nosy Boraha) et à la baie adjacente de Tintingue dont Sylvain Roux avait repris possession respectivement le 15 octobre 1818 et le 4 novembre suivant[10],[11].

### Application à l'Algérie française
L'expression « établissements français en Afrique » ne s'appliquait, à l'origine, qu'aux comptoirs du Sénégal. Mais il fut admis que l'annexion de l'Algérie au territoire français, réalisée par l'ordonnance du 22 juillet 1834, fit entrer l'Algérie française aux nombres des « établissements » visés par la loi du 24 avril 1833. Son article 25 forma ainsi la base légale du régime des ordonnances qui s'institua en Algérie française à cette époque. Ce régime fut d'ailleurs confirmé par l'ordonnance du 22 juillet 1834 elle-même qui disposait, en son article 4, que « jusqu'à ce qu'il en soit autrement ordonné, les possessions françaises dans le nord de l'Afrique seront régies par nos ordonnances ». Il fut ensuite confirmé par l'ordonnance du 15 avril 1845 qui visait, dans son article 1er les « ordonnances royales destinées à régir l'Algérie ».
Le régime des décrets s'est maintenu sous la IIIe République, la jurisprudence admettant que l'article 25 de la loi de 1833 n'était incompatible avec aucune des constitutions intervenues ultérieurement et qu'il avait, en conséquence, subsisté,.
En effet, la Constitution du 4 novembre 1848, en disposant en son article 109 que « le territoire de l'Algérie et des colonies est déclaré territoire français, et sera régi par des lois particulières jusqu'à ce qu'une loi spéciale les place sous le régime de la présente Constitution », entend soumettre l'Algérie française à l'identité législative. Mais la lois spéciale prévue n'est pas faite. En fait, c'est le chef de l'État qui statue, le plus souvent, par décret.
Après le coup d'État du 2 décembre 1851, la Constitution du 14 janvier 1852 confère au Sénat le soin de régler la constitution de l'Algérie et des colonies. « Le Sénat, dispose son article 27, règle par un sénatus-consulte la constitution des colonies et de l'Algérie ». En vertu de cet article, le Sénat fixe, par le sénatus-consulte du 3 mai 1854, le régime législatif des colonies. Mais il ne fixe pas celui de l'Algérie française. Il se borne à régler deux questions particulières, mais importantes, celle de la propriété foncière par le sénatus-consulte du 22 avril 1863 et celles de l'état des personnes et de la naturalisation par le sénatus-consulte du 14 juillet 1865.
En définitive, le régime des décrets n'a été abrogé que sous la IVe République par la loi du 20 septembre 1947 portant statut organique de l'Algérie.

### Texte officiel
- [L. 1833] Loi du 24 avril 1833 concernant le régime législatif des colonies, dans Bulletin des lois du royaume de France, IXe sér., t. V, 1re part., Paris, Impr. roy., août 1833 (lire en ligne), bull. no 94 du 28 avr. 1833, texte no 216, p. 117-127.